# Victor Gerley
Victor Gerley (* 17. Juni 1943) ist ein ehemaliger US-amerikanischer Fußballtorhüter, der zwischen 1965 und 1968 sechsmal für die Fußballnationalmannschaft der Vereinigten Staaten spielte.

## Karriere in der Nationalmannschaft
In allen vier Qualifikationsspielen zur Fußballweltmeisterschaft 1966 kam Gerley zum Einsatz. Mit einem Sieg ohne Gegentor gegen Honduras, einem Unentschieden und zwei Niederlagen konnte sich das US-Team nicht qualifizieren. Beim 2:2 gegen Mexiko am 7. März 1965 führte das US-Team; Mexiko konnte durch einen von Gerley durch unsportliches Verhalten verursachten Elfmeter noch ausgleichen. Ab 1968 wurde Gerley von Gary DeLong als Stammtorhüter abgelöst. Trotzdem wurde Gerley noch viermal eingesetzt. Sein letztes Spiel in der Nationalmannschaft bestritt er am 21. Oktober 1968 im Freundschaftsspiel gegen Haiti, welches das US-Team mit 5:2 verlor.

## Karriere als Vereinsspieler
Im Jahr 1962 spielte Gerley für New York Hungaria. In der Saison 1969/70 startete er für die New York Ukrainians in der German American Soccer League.